# Alben W. Barkley
Alben William Barkley (Contea di Graves, 24 novembre 1877 – Lexington, 30 aprile 1956) è stato un politico statunitense, 35º Vicepresidente degli Stati Uniti d'America dal 1949 al 1953 e membro del Partito Democratico.

## Biografia
Fu Vicepresidente sotto la presidenza di Harry S. Truman dal 1949 al 1953. Fu membro del Congresso degli Stati Uniti per il Kentucky dal 1913, prima alla Camera dei Rappresentanti e poi, dal 1926, al Senato, della cui fazione democratica fu leader dal 1937 fino alla sua elezione a vicepresidente.
Fu lui a visitare come senatore e membro del comitato d'indagine del congresso sulle atrocità naziste, il lager di Buchenwald il 24 aprile 1945 e il primo a documentare, ufficialmente, all'America e al mondo le terribili atrocità compiute dai nazisti durante la Shoah.